# 積算基準
積算基準（せきさんきじゅん）とは、主として公共事業に必要な外注業務や公共工事の予定価格を積算するためのもので、受託業務費や工事費といった発注費用を構成する各費目について、定義と算定方法を明確にしたものである。
具体的には、各費目に含まれる対象品目や範囲、算出にあたっての考え方、費用の算出式、その費目の人工数（にんくすう）を算出するための歩掛（ぶがかり）などが示されている。その他、対象となる作業毎に建設機械の作業能力が示され、機械損料を加味して費用を算出する。年度毎に見直しが行われることが多く、同じ名称の積算基準でも年度が異なると内容が変化している。

## 概要
かつては自治体などが使用する積算基準、単価などは非公開資料であることが多かったが、昨今の積算内容の明確化、情報公開の観点などから、積算基準を一般に販売したり、閲覧などをできるように変更していることが多い。
実務上の厳密な運用では、積算基準のほかに、次のような事項についても取り決めがあることが多い。
- 数値基準
  - 品名ごとの積算数量単位及び位取り（例：鉄筋 kg 0.1kg止め 四捨五入）
  - 計算過程に現れる数値の端数処理（例：各費目の集計は千円単位、千円未満切り捨てとする。）

- 雑費率・諸経費率
  - ある項目に対して必要な材料だが、厳密に数量をあげるのは難しいものに対して、主要材料費用の○%割り増しを行い、その金額中に含むというような率計上を行うことがある。
  - 各項目を積み上げたあと、それらの合計にさらに工事現場の管理費用や受注した会社の利益分などを率計上して工事価格とすることが多い。

地方自治体所管の水道工事の積算基準では、つぎのとおりの区分にしてある。
- 水管橋工事 (Ⅰ)は、水管橋下部工事 水管橋の下部に関する工事。国土交通省の土木工事積算基準の〔河川・道路構造物工事〕にあたる。
- 水管橋工事 (Ⅱ)は、水管橋上部工事 水管橋の上部工及び橋梁添架管に関する工事。国土交通省の土木工事積算基準の〔鋼橋架設工事〕にあたる。
- 水道施設敷地等での植栽等工事は、水道施設景観整備等工事 植栽・フェンス等に関する工事。国土交通省の土木工事積算基準の〔公園工事〕にあたる。
- 水道施設整備費国庫補助事業に係る補助金を申請する際の「請負工事標準歩掛」における開削工事及び小口径推進工事 - 水道施設整備に関する工事にあって、施工方法が開削工法又は小口径の推進工法による管渠工事
- シールド工事及び推進工事 - 水道施設整備に関する工事にあって、施工方法がシールド工法又は作業員が坑内で作業する推進工法による管渠工事
- 構造物工事（浄水場等） - 水道施設整備に関する工事にあって、浄水場等を構築する構造物工事

こうした「積算基準」は、工事内容の多様化や施工機械 ・施工法の開発改良によって変化するためにおおむねで改正後から7年サイクルで新規の工種を含めて毎年20工種前後を選定し調査を実施し、反映する。これらの工種類や分掛の調査や解析は、土地改良工事の基準の場合は構造改善局設計課や各地方農政局の土地改良技術事務所を中心に実施され、その後構造改善局設計課長を委員長とする土地改 良技術検討委員会で検討された後、主要な歩掛について構造改善局長による通達 で反映がなされる。

## 歴史
1600年の初め、京都の二条城や知恩院御影堂の造営では木材は値段で、大工は人工手間で入札しており、また必ずしも最低者が受注しているわけではない。このころは単に建物を造る積算基準が定着していなかったことで入札側の考えにバラつきがあったということのようであった。しかしながら以後、積算の基準書にあたるものが編纂がなされていく。
奥書がないため作者と制作年がはっきりしないようだが研究によれば、法隆寺の筆頭大工棟梁・今奥出羽平政隆が寛文11（1671）年～貞享3（1686）年にかけて編纂したものと考えられている『愚子見記』とよぶ近世の書物の一つとされる建築書で、第九冊は「京大工頭・中井家配下の頭棟梁としての作事実績に基づく積算資料を集成したものであり、積算技術史上の史料的価値は大きいと評されているものである。愚子見記の中の設計や積算に関わる部分に江戸初期の和算書の記述を引用した部分がある。第8冊（算数度量）、第9冊（諸積）には江戸初期に流行した吉田光由の『塵劫記』等からの直接の引用があり、建築積算技術には数学的知識が結びついていたといえる。これらは今日の数量積算にも通じる内容ともいえ、直角や多角形に関する数学的知識は屋根勾配の把握に役立ったのであろうし、面積や体積や度量衡に関するそれは設計や資材の取引に不可欠な知識であったとみられる。また、大工がその製作に直接関わった升の大きさの記述なども当然の如く含んでいる。
1700年代の初頭にかけて、幕府は入札制度に改良を加え現代に近いものとするが、改革によりマイナス面も出てきており、その頃の新井白石の武家諸法度には「入札は一見公平に見えるが、そうではない。談合と賄賂がある」と書かれている。そこで幕府は、1751年に、積算入札に関わる大改革、出入りする業者と役人の癒着を断て、積算をするものと検査をするものを分けよ、その上で検査の方法を確立せよ、積算資料（歩掛り）を作れ（宝暦の制度改革）を行う。幕府の取った積算の三大改革の最初には「この改革の根本の精神は、経費の節約である」ことが書かれているのである。そしてこのときできた積算資料が「本途（ほんと・ほんとう）」、本＝もともと・もとづく、途＝方法・やり方、である。これをまとめて本にしたのは「本途帳」とよばれ、現在における共通仕様書と積算基準・歩掛りが一緒になったようなものであり、大工手間に関する「大工手間本途帳」や諸物品の値段に関する「諸色値段本途帳」というデータブックが作成され、これに基づいて積算と検査が行われるようになる。
例えば、西和夫『江戸建築と本途帳』鹿島研究所出版会，1974）によると宝暦元年1751年11月の大工手間本途内訳によれば、上の上の屋敷 102人/坪（銅葺屋根・格子天井）、上の屋敷―85人/坪（銅葺屋根・張付天井）中の屋敷―58人/坪（土瓦・猿棒天井）下の屋敷―25人/坪（平屋土瓦）大工の手間賃の基準は、米１升5合、となっている。なお現在のように１人工いくらと金額で決めても、当時は火事や凶作で物価の動きが激しかったので、１日当たり米１升5合に相当する額が「銀」で支払われていたという。
安定した人工数がいつも成立するのは往時の設計技術の進展があるからだとされており、これくらいならこれだけの人工数でできるという状況が整ってくるからである。現在でもベテランの大工に聞けば、いくらの予算だったら何坪の家が建てられるかがすぐ分かる。そして間取りさえ決めれば図面などなくても家が建てられる、いわゆる「規矩（きく）術＝木割り術」の進歩がみられるのである。
日本で近代積算技術の先駆けとなったのは建築分野から明治30（1897）年、大泉龍之輔が編集した『建築工事設計便覧』という500頁強の小型本だと言われており、大正10年には造園家久恒秀治の父親で福岡工業学校（現福岡工業高等学校）に学んだ久恒治助が『建築工事仕様及び積算法（上下巻）』を出版。500頁に及ぶ大著で、実務者向きの技術書として積算界に及ぼす影響は大きかったと言われている。著者の久恒は辰野葛西事務所で主に積算を担当しており、著作には東京駅では設計主任をした松井清足も参加した。本書は建築工事の仕様書と積算に関しての公刊書としては古典の書と言われているものである。『建築工事仕様及積算法』（初版刊行 1921年，建築書院）は建築積算の分野で重要な書籍として戦後にまで増刷され続けた。
この背景には、建築学会では1913年に仕様予算委員会が設置され、辰野葛西事務所の葛西萬司はその主査として1919年に建築工事仕様書作例として14の建築工事の仕様書を制定している。その２年後に刊行されたのが『建築工事仕様及積算法』である。
葛西の学会での仕様書作成に辰野葛西事務所として，松井や久恒が加わり，『建築工事仕様及積算法』が作成。ここから葛西の主査のもと1923年の『建築雑誌』に「欧米風建築工事仕様書」が発表されたと考えられる。『建築工事仕様及積算法』の目次と葛西のまとめた建築工事仕様書作例の項目は類似している。両者は辰野葛西事務所の関与が大きいと考えられる。各工事はかなり分類され，仕様書と積算に関する体系化が行われている。
葛西の仕様書の取組みは 1923年に「欧米風建築工事仕様書」を完成させた後、松井によって標準仕様調査委員会として引き継がれる。1931年までに建築工事標準仕様書として17の工事別にまとめられたが、これは現行の標準仕様書の体系とほとんど変わらないものである。
鉄道工事では長く技術者の裁量にまかされ、積算基準も経験則から割り出されたものを採用していたが、国鉄は1959年に日本の鉄道界では初の積算基準である「請負工事予定価格積算要領」を定めている。このときの予定価格の構成特徴として、当時の国鉄では鉄道独自の規格である日本国有鉄道規格による調達用品のスペックが制定されており、支給材料・貸与品の取り扱い経費が純工事費になっている。
列車運行の路線に近接しての複線化や供用している線路電化、増大する鉄道改良工事と構造物保守工事に対応するため1966年には鉄道改良工事や保守工事の特徴を考慮した積算基準に改めている。特に標準的な時間よりも短時間となる場合の所要人工の積算手法などを標準化している。
電信電話工事はNTTが日本電信電話公社時代に制定した「電気通信設備請負工事予定価格の積算要領（土木）」などがあり、同公社建設局で自動改式、分局開始等の際屋外線、屋内線等宅内装置の取替工事を請負により施行する場合に適用するための標準能率表を基として作成された標準単価や「電気通信設備請負工事予定価格積算のための複合単金表（土木）」といった単価類があり、土工事、石垣工事、鉄骨組立工事等のすべての作業について、マンホール築造工事、管路布設工事等の工事費積算のために公社において制定している各種作業の作業別標準単価を適用して積算している。
各種作業においても標準単価は自動改式、分局開始等の際の屋外線や屋内線等の取替えなどで、取替えの引込位置の選定、配線函、端子函相互の屋外線切替え、連絡線の作成といった作業において作業ごとに施行するための工数を基として作成されており、作業時間および工事実施箇所の移動等のための所要時間を含めて算定されており、これを使用して積算を実施している。
郵政事業などでも
設備工事費の算定などに当たって、郵政省時代は同省制定の「設備工事積算基準」及び「設備工事積算要領」があり、現在の日本郵政では「工事費積算マニュアル」などがある。こうした積算基準に基づいて同省が建築設備積算システムを開発している。この積算システムは材料の所要量を入力した資材構成ファイル、労務歩掛かりを入力した労務構成ファイル、標準材料単価を入力した資材単価ファイル等で構成されている。これらのファイルのデータを用いて算出された地域別、品目別の標準複合単価を記録している標準複合単価ファイルにより構成されている。そして、各工事の工事費の積算に当たって地域別、品目別の標準複合単価に基づいて算定することになっている。委託業務積算に当たっては、標準仕様書及び郵政本省が定めていた「積算の基本的考え方について」や日本郵政では「工事監理補助・検査補助業務委託ガイドライン」などがある。積算はこれら基準類に基づき、たとえば輸送車１日当たりの借上運賃や日額労務費とを合計して日額単価を算出し、これに年間作業予定日数を乗じて予算額を算定している。
旧内務省・建設省時代直営時代は、土砂や人夫などの必要物数や必要工数などは各地方建設局で各出先事務所ごとに、過去の実績に基づき算出されていた。それを関東地方建設局で戦後の1948年に、積算基準書の元祖となる『設計標準書』を刊行する。この書の中身は１）設計心得及び書式、２）歩掛及び単位当材料労務表、３）参考資料となっており、河川、道路、砂防、営繕の各４編に分かれている。１）は設計書作成の際のルールが記載されており、内容として諸経費の限度額、工期の執り方、材料の割り増し率、単位の規定などで、歩掛は総計で178表にわたっている。

## おもな積算基準

### 測量・地質・基礎調査・台帳整備等
全国地質調査業協会連合会
- 全国標準積算資料（土質調査・地質調査）
- 高品質ボーリング積算基準

日本測量調査技術協会
- 公共測量積算ハンドブック

全国国土調査協会
- 検査測量・改測・改算・座標補正事業積算資料

国土交通省
- 設計業務等標準積算基準書および同（参考資料）について

国土交通省地方整備局
- 境界杭設置及び図面修正業務積算基準
- 地形測量積算基準
- 国有林野内の土地を用地測量する場合の業務請負積算基準
- 道路交通量調査積算基準

北海道開発局
- 測量調査設計参考資料（農業土木部門）

農林水産省* 林野庁
- 治山林道必携（調査・測量・設計編）

防衛省
- 調査測量作業規程及び施設測量調査業務積算要領
- 測量・土質調査等業務委託積算価格算定要領

UR都市機構
- 測量作業積算要領・参考資料

山形県
- 道路台帳作成業務積算基準

福島県
- 漁港台帳積算基準
- 港湾台帳積算基準
- 道路台帳整備調査業務委託積算基準
- 避難指示区域内で工事・測量調査業務を行う場合等の積算基準

埼玉県
- 道路台帳整備業務委託設計積算基準

新潟県測量設計業協会
- 災害復旧事業にかかる測量設計積算標準歩掛
- 災害復旧事業にかかる測量設計積算標準歩掛（林道編）

新潟県
- 林業測量・設計・調査積算基準
- 災害復旧事業にかかる測量設計積算標準歩掛
- 道路台帳補正積算基準
- 農道台帳作成業務積算基準

静岡県
- 道路台帳作成及び補正単価表

三重県県土整備部
- 積算基準（調査・測量編）

滋賀県
- 橋梁台帳整備標準歩掛
- 道路台帳修正業務標準積算歩掛表

大阪市
- 大阪市測量業務標準積算基準書

大阪府
- 建設工事積算基準［Ⅲ]（測量・地質調査・設計業務等委託編）

島根県
- 災害復旧事業測量・設計業務委託積算基準

香川県
- 道路台帳整備業務委託標準歩掛

宮崎県
- 測量・設計・地質土質調査及び用地測量・用地調査業務積算資料

鹿児島県
- 設計・調査及び測量業務標準歩掛（一般土木編）
- 設計・調査及び測量業務標準歩掛（港湾・漁港編）
- 森林整備保全事業調査測量設計積算基準（公表版）

### 調査解析計画設計等業務
鉄道・運輸機構
- 土木関係積算標準・積算要領（役務編）
- 土木関係積算標準・積算要領（標準・共通編）
- 土木関係積算標準・積算要領（基礎・けた編）
- 土木関係積算標準・積算要領（開削・トンネル編）
- 土木関係積算標準・積算要領（軌道編）
- 機械関係積算標準・積算要領
- 建築関係積算標準・積算要領
- 電気関係積算標準・積算要領

国土交通省
- 設計業務等標準積算基準
- 電気通信施設設計業務積算基準
- 発動発電設備設計業務積算基準
- 全国道路・街路交通情勢調査積算参考資料

国土交通省地方整備局
- 設計業務等標準積算基準書
- 積算資料(調査編)
- 公共事業に係る工事の施工に伴う建物等の損害等の調査に係る業務費積算基準

国土地理院
- 設計業務等業務標準積算基準書

国土交通省港湾局
- 海象観測データ信頼性維持検討業務* 積算基準
- 水中部施工状況調査積算基準
- 港湾整備に係る沿岸気象海象情報の予測情報等提供業務積算基準

北海道開発局
- 工事計画関係業務積算基準
- 設計業務等積算基準書（農業土木部門）

農林水産省
- 土地改良工事積算基準書（調査・測量・設計／施設機械）
- 土地改良事業用地調査等請負業務事務処理要領

林野庁
- 林道工事調査等業務標準歩掛
- 森林整備保全事業の調査、測量、設計及び計画業務積算要領
- 治山林道必携（調査・測量・設計編）

防衛省
- 土木工事に関わる設計業務委託積算要領

NEXCO
- 調査等積算基準
- 土木工事積算基準
- 施設工事調査等積算基準
- 施設工事積算基準（電気通信工事編）
- 施設工事積算基準（機械工事編）
- 施設工事積算基準（建築工事編）

ランドスケープコンサルタンツ協会
- ランドスケープコンサルタント業務における標準業務・報酬積算ガイドライン

街づくり区画整理協会
- 土地区画整理事業調査設計費積算資料

日本下水道協会
- 下水道施設設計業務委託積算基準

全国上下水道コンサルタント協会
- 設計等業務委託積算歩掛（案）(水道)

下水道新技術推進機構
- 流出解析モデル利活用マニュアル

都市計画コンサルタント協会
- 立地適正計画作成作業実施にあたっての手引き

日本廃棄物コンサルタント協会
- 廃棄物コンサルタント業務の標準的内容と積算資料（案）

イージースラブ橋協会
- イージースラブ・イージーラーメン橋設計積算基準書

日本環境アセスメント協会
- 環境影響評価業務積算資料

建設コンサルタンツ協会
- 橋梁補修設計マニュアル（案）

日本林野測量協会
- 森林・林業分野における航空レーザ計測積算ハンドブック

北海道
- 土木事業委託積算基準
- 土地改良事業等委託積算基準
- 土地改良事業等委託積算基準（調査測量設計編）

北海道農業土木協会
- 土地改良事業等委託積算基準（調査測量設計編）

青森県
- 設計業務等標準積算基準書

秋田県
- 設計業務等標準積算基準書及び参考資料
- 農業農村整備業務標準積算基準書

岩手県
- 設計業務等標準積算基準書（国交省準拠）
- 土砂災害防止法に基づく基礎調査業務積算歩掛
- 凍上災害復旧測量設計業務委託用積算参考資料（公表用）

山形県
- 設計業務等標準積算基準及び参考資料

福島県
- 設計業務等標準積算基準
- 橋梁耐震補強詳細設計業務委託積算基準
- 宅地造成等測量設計積算基準資料
- 土木関係設計委託積算基準
- 下水道施設設計業務委託積算基準
- 橋梁耐震補強詳細設計積算基準
- 橋梁補修調査設計積算基準
- 砂防設備調査業務委託積算基準
- 積雪密度観測業務積算基準
- 地域づくり調査業務委託積算基準
- 地下水調査積算基準
- 氾濫危険水位見直し業務委託積算基準
- 落石防護網設計業務積算基準
- 基礎調査委託業務積算基準（急傾斜地）
- 基礎調査委託業務積算基準（地滑り）
- 基礎調査委託業務積算基準（土石流）

群馬県
- 積算基準及び標準歩掛（計画・調査編）群馬県独自歩掛

埼玉県
- 積算基準及び標準歩掛（計画・調査編）
- 土木工事標準積算基準書（計画調査編・参考資料）
- 橋梁補修設計業務積算基準

東京都
- 積算基準（業務委託編）
- 積算基準（調査・設計編）

新潟県
- 林業測量・設計・調査積算基準
- 災害復旧事業にかかる測量設計積算標準歩掛
- 災害復旧事業にかかる測量設計積算標準歩掛（林道編）
- 下水道施設設計業務積算基準

新潟県都市整備協会
- 都市整備事業積算資料

富山県
- 農業農村整備事業施設調書作成積算マニュアル
- 治山・林道事業標準歩掛表
- 土地改良総合整備事業等の測量設計業務標準歩掛

愛知県建設部
- 調査・設計業務委託積算基準及び歩掛表

愛知県都市整備協会
- 土地区画整理事業に関する積算資料

三重県県土整備部
- 設計業務積算基準（計画・設計編）

京都府
- 災害復旧事業に係る委託業務積算基準

大阪府
- 建設工事積算基準
- 建設工事積算基準[別冊]（工事・委託業務参考歩掛）
- 建設工事積算基準[Ⅳ]（機械設備設計業務委託）
- 機械・電気設備工事積算参考資料
- 下水道設計指針【設計委託編】

大阪市
- 橋梁損傷状況詳細調査積算基準

兵庫県
- 積算基準の運用（積算参考資料Ⅱ）
- 土砂災害警戒区域緊急調査歩掛及び特別仕様書
- 土砂災害防止法基礎調査業務委託歩掛及び特記仕様書
- 砂防基盤図追加及び修正図化業務歩掛及び特記仕様書

広島県
- 設計業務等標準積算基準書
- 標準積算基準書（土木工事・業務関係）の運用及びその他積算基準
- 土砂災害防止法に基づく基礎調査業務委託積算基準

鳥取県
- 工損調査業務積算基準
- 災害査定関係測量設計業務標準積算基準
- 業務委託積算基準

島根県
- 工損調査（地盤変動影響調査）等業務積算基準
- 業務委託積算基準

山口県
- 橋梁詳細調査業務* 橋梁補修・補強設計業務委託歩掛（案）

徳島県
- 設計業務等積算資料
- 設計業務等標準積算基準書及び参考資料

香川県
- 港湾・海岸鋼構造物の長寿命化対策調査・設計業務委託積算基準(案)

宮崎県
- 設計・調査及び測量業務積算基準及び標準歩掛
- 森林土木事業調査・測量・設計基準書
- 土砂災害防止法に基づく基礎調査標準歩掛

鹿児島県
- 調査・測量・設計業務* 詳細運用統一基準（公表版）

### 請負工事積算基準
国土交通省
- 国土交通省土木工事積算基準 東日本大震災の被災地で適用する積算基準
- 機械設備工事積算基準

国土交通省港湾局
- 港湾請負工事積算基準

国土交通省航空局
- 空港土木請負工事積算基準

林野庁
- 治山林道必携（積算・施工編）現場技術業務*

水産庁漁港漁場整備部
- 漁港漁場関係工事積算基準

北海道
- 土木工事積算基準（下水道編）
- 土木工事積算基準（電気通信施設点検業務）
- 漁港関係工事積算基準

岡山県
- 土木工事標準積算基準
- 土木工事標準積算基準書(参考資料編)

埼玉県
- 土木工事標準積算基準書

兵庫県県土整備部
- 土木工事標準積算基準書

公共住宅事業者等連絡協議会
- 公共住宅建設工事積算基準

### 施設設備保守点検・業務支援他
国土交通省各地方整備局
- 発注者支援業務積算基準
- ダム管理支援業務積算基準（案）
- 堰・排水機場管理支援業務積算基準（案）
- 河川許認可審査支援業務積算基準（案）
- 河川巡視支援業務積算基準（案）*
- 技術審査業務積算基準
- 工事監督支援業務積算基準
- 車両管理業務委託積算基準（案）
- 堤防等点検支援業務積算基準（案）
- 道路トンネル定期点検業務積算資料（暫定版）
- 道路許認可審査・適正化指導業務積算基準
- 道路橋定期点検業務積算資料
- 道路巡回業務積算基準
- 道路情報管理業務積算基準及び道路情報管理業務（見積参考資料）
- 発注者支援業務（積算技術業務、技術審査業務、工事監督支援業務）積算基準
- 発注者支援業務等積算基準の運用基準

北海道開発局
- 施工プロセス検査業務積算基準
- 道路交通管理室通信管理業務積算基準
- 道路情報管理業務積算基準

農林水産省
- 電気通信設備点検業務積算基準

北海道土木協会
- 土木事業委託積算基準に対応

岩手県
- 橋梁点検業務委託積算要領（案）

秋田県
- 橋梁点検業務積算資料

山形県
- 道路施設総点検（附属物）業務積算基準

福島県
- シェッド・大型カルバート等定期点検業務積算基準
- 横断歩道橋定期点検業務積算基準
- 砂防設備等点検業務委託積算基準
- 道路附属物点検業務委託積算基準
- 道路防災点検業務委託積算基準

新潟県
- 地すべり調査、地すべり防止施設点検歩掛

三重県
- 橋梁点検業務委託積算要領（案）

広島県
- 橋梁定期点検業務積算基準
- 電気通信施設保守業務積算基準

島根県
- 現場技術業務積算基準【土木（港湾空港関係除く）】
- 現場技術業務積算基準【土木（港湾空港関係に限る）】
- 現場技術業務積算基準【農村】
- 現場技術業務積算基準【森林】

徳島県
- 橋梁点検等積算要領(案)

高知県
- 橋梁点検業務委託積算基準
- 道路橋定期点検業務積算資料

香川県
- 橋梁点検業務委託標準歩掛
- 砂防関係施設臨時点検業務委託歩掛及び仕様書

宮城県
- 発注者支援業務積算基準

山口県
- 橋梁点検業務委託歩掛（案）橋梁補修・補強設計業務委託歩掛（案）

福岡県
- 工事積算補助業務委託積算基準

### 用地関係
国土交通省土地・建設産業局地籍整備課
- 都市部官民境界基本調査積算基準(案)
- 山村境界基本調査積算基準(案)

国土交通省各地方整備局
- 用地関係資料作成整理等業務費積算基準
- 用地関係業務等に係る所要作業時間等調査積算資料
- 用地アセスメント調査等業務費積算基準
- 用地調査点検等技術業務費積算基準
- 用地調査等業務費積算基準
- 用地補償総合技術業務費積算基準
- 用地関係業務に係る所要作業時間等調査積算資料
- 国土調査法第19条第5項指定申請地図等作成業務費積算基準
- 公共嘱託登記（土地家屋調査士）業務積算基準
- 事業認定に関する事業計画書（案）作成等業務積算基準（案）
- 土地調書添付図等作成業務費積算基準（案）
- 災害復旧用地関係資料作成整理等業務積算基準
- 裁決申請等関係資料作成整理等業務積算基準
- 物価修正による再算定業務積算基準

北海道開発局
- 用地測量設計の基本方針
- 用地補償総合技術業務費積算基準

鉄道運輸機構
- 用地関係積算標準･積算要領（用地調査等業務費積算要領、土地調査測量積算要領等）

全国国土調査協会
- 地籍調査事業費積算基準書

岩手県
- 用地調査等積算基準
- 県土整備部所管用地関係調査業務委託費積算歩掛（公表用）

山梨県
- 用地調査等業務費積算基準

新潟県
- 用地測量積算基準及び標準歩掛
- 物件調査等積算基準及び標準歩掛

愛知県建設部
- 用地調査及び物件調査委託業務積算基準

大阪府都市整備部
- 地籍調査事業及び都市再生地籍調査事業(官民境界等先行調査)積算基準
- 都市再生地籍調査事業(官民境界等先行調査)積算基準
- 建設工事積算基準別冊 境界標（プレート）及び境界杭設置・地籍調査業務

岡山県
- 行政事務補助業務積算基準

鳥取県
- 不動産表示登記事務取扱要領による現地調査書作成費に係る積算基準

高知県
- 用地調査等業務積算基準
- 地積測量図等作成業務費積算基準

宮崎県
- 用地調査等業務費積算基準

### 申請関係その他
国土交通省各地方整備局
- 技術審査業務積算基準
- 技術資料作成業務積算基準及び積算資料
- 行政事務補助業務積算基準
- 国土調査法第19条第5項指定申請地図等作成業務費積算基準
- 国有林野の使用申請及び保安林解除手続関係書類作成業務に関する積算基準及び標準歩掛（案）
- 資料作成業務積算基準及び積算資料
- 図面作成業務積算基準
- 水質・底質分析等業務（見積参考資料）
- 水質監視に関する業務積算基準
- 水質採水作業・水文観測業務・流量観測業務積算基準及び標準歩掛
- 水文観測に関する業務積算基準
- 積算資料（調査編）
- 積算技術業務積算基準
- 単価契約図面作成業務実施要領
- 調査計画資料作成業務積算基準（案）
- 調査設計資料整理(作成)業務・設計積算資料整理(作成)業務（見積参考資料）
- 道路管理事務業務積算資料
- 道路許認可審査・適正化指導業務積算基準
- 特殊車両事務業務積算資料

埼玉県
- 物件調査積算基準

山梨県
- 砂防指定地の指定調書作成歩掛(案)

静岡市
- 電算帳票作成業務基準